# Arnaldo Samaniego
Arnaldo Samaniego González (Asunción, 7 de febrero de 1970) es un economista y político paraguayo. Desde 2023 es senador nacional, por el Partido Colorado. Es hermano de la también senadora Lilian Samaniego.
Anteriormente fue diputado nacional de 2008 a 2010 y de nuevo de 2018 a 2023. También ejerció como intendente de Asunción entre los años 2010 y 2015.

## Biografía

### Vida personal y familiar
Nació el 7 de febrero de 1970 en Asunción. Sus padres, Ignacio E. Samaniego y Elisa González, fueron dirigentes del Partido Colorado.
Es hermano de Lilian Samaniego, actual senadora y expresidenta del Partido Colorado
Está casado con Silvana Huber de Samaniego, con quien contrajo matrimonio el 26 de diciembre de 2014, tras varios años de convivencia. Juntos tienen tres hijos: María Elizabeth Samaniego Huber Valentina Samaniego Huber y Arnaldo Samaniego Huber. 
Durante su mandato como intendente de Asunción, Silvana desempeñó el rol de primera dama, acompañando a Arnaldo en diversos eventos formales a lo largo de su carrera política y apoyando su gestión

### Educación
Realizó sus estudios primarios y secundarios en el colegio Cristo Rey. Allí obtuvo el título de bachiller en Ciencias y Letras en el año 1987.
En 1993 se graduó de la carrera de economía en la Universidad Nacional de Asunción.
Realizando subsiguientemente un Postgrado en "Reforma del Estado Organizado por el Proyecto de Modernización Institucional del Paraguay Ministerio de Relaciones Exteriores y la Comunidad Europea en la U.N.A.
Fue Profesor de la Cátedra de "Comercio Internacional" en la Universidad Nacional del Este y Profesor de la Cátedra de "Liderazgo y Emprendimiento" en la Universidad Americana. Participó de varios Congresos, Seminarios y Talleres Internacionales, en Argentina, Brasil, Chile, Uruguay, Bélgica, Cuba, EEUU y Francia, entre otros, en algunos como Expositor. 

## Trayectoria política

### Diputado Nacional (2008-2010)
Electo en el año 2008, integró:
- Comisión de Presupuesto de la HCD
- Comisión de Asuntos Económicos y Financieros, de Obras Públicas y Comunicaciones, de Justicia, Trabajo y Previsión Social
- Comisión Bicameral encargada del estudio del Presupuesto General de la Nación, además de integrar en representación de dicha Cámara el PARLATINO.

En 2010 pidió permiso a la Cámara de Diputados para centrarse en su campaña política para la intendencia de Asunción, siendo reemplazado por Raúl Estigarribia. El 30 de noviembre de ese año, luego de ser electo intendente, renunció por completo al cargo de diputado.

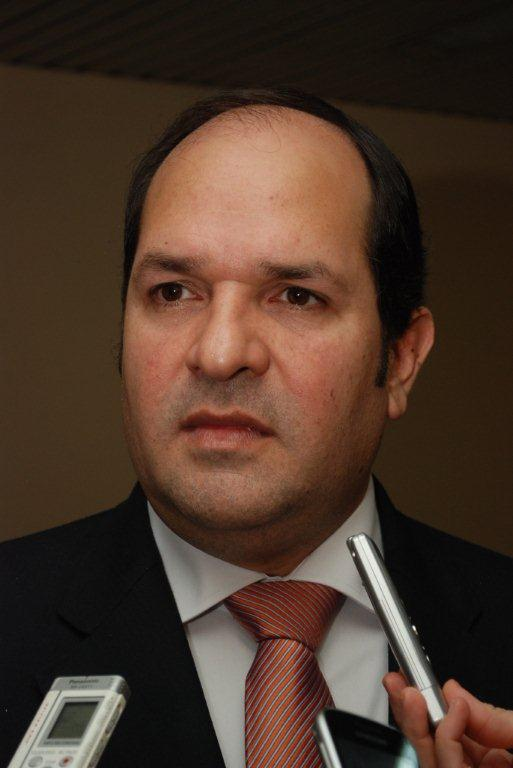
Samaniego en 2013, durante su intendencia de Asunción

### Intendente Municipal de Asunción (2010-2015)
Electo en el año 2010, durante ese periodo fue: 
- Presidente de la Unión de Ciudades Capitales Departamentales y Asunción (UCDA)
- Vicepresidente de la Union de Ciudades Capitales Iberoamericanas (UCCI)
- Vicepresidente de la Comisión Nacional del Bicentenario de la Independencia de Paraguay.

Durante su Administración se realizó la mayor cantidad de obras desarrolladas durante la era democrática, obteniendo varios reconocimientos a nivel nacional e internacional. Informe de gestión
Renunció al cargo el 15 de agosto de 2015. En su lugar asumió de forma interina el concejal Omar Pico.

#### Capital Verde
La Administración Municipal asuncena  (2010-2015)  presentó en octubre del 2012 en Lisboa, Portugal,  en la reunión de la Unión de Ciudades Capitales Iberoamericanas (UCCI),  la política pública municipal denominada “ASU ROHAYHU – CAPITAL VERDE” teniendo como objetivo mejorar la calidad y estilos de vida de la población asuncena. Los demás alcaldes aceptaron la propuesta y  crearon una comisión especial de evaluación, estipulando el cumplimiento de siete indicadores que deben ser adecuados por la ciudad para optar por la denominación, estos indicadores son Biodiversidad: áreas verdes por persona, áreas verdes públicas, cantidad de árboles plantados, cantidad de especies de aves y cantidad de especies de aves migratorias; Desechos: proporción de desechos, recolectores y eliminación adecuada, desechos generados por persona, política de reciclaje y rehúso de desechos; Uso del Suelo y Edificios: densidad de la población, política de construcciones ecológicas, política del uso del suelo y planeamiento urbano; Transporte: extensión de la red de transporte masivo, cantidad de automóviles y motocicletas, política de transporte masivo urbano, política de reducción de congestión vehicular; Agua: población con acceso al agua potable, política de sustentabilidad del agua; Saneamiento: población con acceso a un saneamiento mejorado, política de saneamiento, obras de desagüe pluvial; Calidad del Aire: política de aire limpio; y Gobernanza Medio Ambiental: monitoreo ambiental y participación pública.

### Diputado Nacional (2018-2023)
Periodo 2018-2023
Durante este periodo Legislativo ocupó los siguientes cargos: 
- Líder de la Bancada Independiente ANR
- Líder de la Bancada oficialista ANR
- Presidente de la Comisión de Presupuesto de la HCD
- En dos oportunidades Presidente de la Bicameral de Presupuesto
- Vicepresidente de la Cámara de Diputados

Hasta la fecha presentó más de 70 proyectos de leyes.

### Senador Nacional (2023-)
Fue electo senador nacional en las elecciones generales de 2023, asumiendo el cargo el 30 de junio de ese año.